# 群青の日々
『群青の日々』（ぐんじょうのひび）は熊木杏里10枚目のアルバム。2017年6月28日、ヤマハミュージックコミュニケーションズからリリース。

## 解説
ヤマハミュージックコミュニケーションズ移籍第2弾。熊木初セルフプロデュース。
キャリア初のライブ・アルバム『LIVE TOUR 2016 飾りのない明日 〜An's Choice〜』と同日発売。
通常盤・初回生産限定盤の2形態で発売。
初回限定盤は、東京キネマ倶楽部（2016年5月8日）とヤマハホール（2016年7月16日）でのそれぞれのライブ映像と、全国7箇所のドキュメンタリー映像を収録したDVDが同梱。

### 初回生産限定盤・通常盤共通CD
作詞・作曲：熊木杏里　
1. 怖い（5:07）
2. カレーライス（5:30）
3. 僕たちのカイト（5:16）
4. 蛍（5:39）
5. しにがみてがみ（3:51）
6. 花火（4:58）
7. fighter（3:49）
8. 雨宿り（4:59）
9. 国（4:42）
10. 群青の日々（6:18）

### 初回生産限定盤　DVD
1. ハルイロ（東京キネマ倶楽部・2016年5月8日）（4:39）
2. ドキュメンタリー・大阪篇（0:19）
3. ドキュメンタリー・東京篇（1:38）
4. 風の記憶（東京キネマ倶楽部・2016年5月8日）（3:34）
5. 君の文字（東京キネマ倶楽部・2016年5月8日）（6:35）
6. ドキュメンタリー・長野篇（0:55）
7. 飾りのない明日（東京キネマ倶楽部・2016年5月8日）（6:04）
8. 夏の日（東京キネマ倶楽部・2016年5月8日）（5:56）
9. 白き者へ（東京キネマ倶楽部・2016年5月8日）（4:45）
10. メドレー ：メンバー紹介・ノラ猫みたいに（5:09）
11. ドキュメンタリー・中国篇（3:41）
12. 景色（東京キネマ倶楽部・2016年5月8日）（4:09）
13. 今日を壊せ（東京キネマ倶楽部・2016年5月8日）（5:22）
14. ドキュメンタリー・札幌篇（0:06）
15. 心のまま（東京キネマ倶楽部・2016年5月8日）（5:10）
16. ドキュメンタリー・名古屋篇（2:03）
17. PIANO INTRODUCTION（ヤマハホール・2016年7月16日）（1:49）
18. まよい星（ヤマハホール・2016年7月16日）（4:03）
19. ドキュメンタリー・銀座篇 その1（0:06）
20. 雨が空から離れたら（ヤマハホール）（2016年7月16日）（4:09）
21. 誕生日（ヤマハホール・2016年7月16日）（3:47）
22. こと（ヤマハホール・2016年7月16日）（6:12）
23. 咲かずとて（ヤマハホール・2016年7月16日）（5:08）
24. メドレー：今日を壊せ・晴れ人間（5:44）
25. Flag（ヤマハホール・2016年7月16日）（5:15）
26. やっぱり（ヤマハホール・2016年7月16日）（4:06）
27. 君（ヤマハホール・2016年7月16日）（3:30）
28. ドキュメンタリー・銀座篇 その2（1:33）